# Janet Pierrehumbert
Janet Pierrehumbert (/ˈdʒænət piɹˈhʌmbəɹt/) és professora de lingüística a la Northwestern University, la recerca de la qual empra mètodes experimentals i computacionals per a estudiar l'estructura sonora del llenguatge. Ha desenvolupat un model entonatiu que inclou una gramàtica de patrons d'entonació i un algorisme explícit per a calcular els contorns tonals en la parla, així com un còmput de significat entonatiu. Ha estat àmpliament influent en tecnologia de la parla, psicolingüística i teories de la forma i significat del llenguatge. També és una de les fundadores de la fonologia de laboratori, una iniciativa interdisciplinària per al desenvolupament de mètodes científics per a estudiar l'estructura sonora del llenguatge.
A Northwestern, Pierrehumbert també està afiliada amb el Department of Communication Sciences and Disorders, el Music Cognition Program, i el French Interdisciplinary Group. La seva investigació actual, finançada pel Studying Complex Systems Program de la James S. McDonnell Foundation, empra agent-based modeling of speaker populations per al modelat de la formació de sistemes sonors lingüístics en individus i poblacions. Ha realitzat visites a la Universitat Stanford, a Oxford, al Royal Institute of Technology, a l'École nationale supérieure des télécommunications, i a l'École Normale Supérieure. Va rebre una Beca Guggenheim el 1996, i té també una beca de l'American Academy of Arts and Sciences.